# كرايغ فولتون
كرايغ فولتون (بالإنجليزية: Craig Fulton) هو لاعب هوكي الحقل جنوب أفريقي، ولد في 6 نوفمبر 1974.

## وصلات خارجية
- كرايغ فولتون على موقع الاتحاد الدولي للهوكي (الإنجليزية)
- كرايغ فولتون على موقع الاتحاد الأوروبي للهوكي (الإنجليزية)
- كرايغ فولتون على موقع أوليمبيديا (الإنجليزية)
- كرايغ فولتون على موقع اتحاد ألعاب الكومنولث (مؤرشف) (الإنجليزية)